# Zuzubalândia
Zuzubalândia là loạt phim hoạt hình trên truyền hình dành cho lứa tuổi của Brasil được sáng lập bởi đạo diễn Brasil Mariana Caltabiano cho Boomerang vào ngày 25 tháng 5 năm 2018. Dựa trên sách năm 1997 Jujubalândia và chương trình thiếu nhi cùng tên. Loạt phim kể lại những cuộc phiêu lưu của Zuzu và những người bạn của mình tại vương quốc hư cấu Zuzubalândia.
Chương trình cũng được phát sóng bởi kênh SBT vào ngày 8 tháng 12 năm 2018.

## Nhân vật
- Zuzu (Lồng tiếng bởi: Daniel Costa) nhân vật chính của bộ phim, Một cô gái ong với mắt màu xanh lá cây, giày Mary Jane màu đen và mũi màu hồng.
- Brigadeiro (Lồng tiếng bởi: Hugo Picchi) một nam giới thích đấm bốc và judo.
- Laricão (Lồng tiếng bởi: Eduardo Jardim) một chú chó với định dạng Hot dog. Anh ấy cũng là bạn thân nhất của Brigadeiro.
- Pipoca (Lồng tiếng bởi: Luiza Porto) môt cô gái bồn chồn. Cô ấy là bạn thân nhất của Zuzu. Cô ấy thích nói chuyện điện thoại di động và nhắn tin cho bạn bè.
- Suspiro (Lồng tiếng bởi: Hugo Picchi) một cậu bé 10 tuổi.
- Garfídea (Lồng tiếng bởi: Bruna Guerin) một cô nhện màu tím. Cô ấy là trợ lý của Bruxa.
- Fast Food (Lồng tiếng bởi: Daniel Costa) trợ lý của Rei Apetite.
- Maria Mole (Lồng tiếng bởi: Bruna Guerin) một cô gái rất lười, chậm và gần như dừng lại.
- Rei Apetite (Lồng tiếng bởi: Hugo Picchi) vua của Zuzubalândia.
- Sushiroco (Lồng tiếng bởi: Eduardo Jardim) một chef Nhật. Anh ấy sống trên bờ biển.
- Bruxa (Lồng tiếng bởi: Antoniela Canto) nhân vật phản diện của bộ phim.